# A. J. Mundella

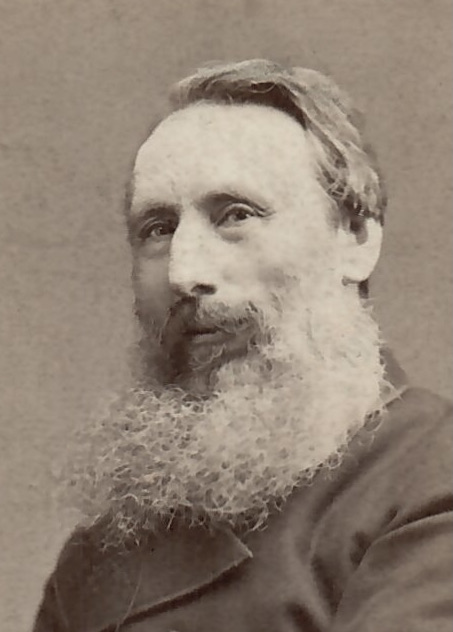
Anthony John Mundella

Anthony John Mundella, PC, FRS (* 28. März 1825 in Leicester, Leicestershire; † 21. Juli 1897 in London) war ein britischer Politiker der Liberal Party, der unter anderem zwischen 1868 und seinem Tode 1897 Mitglied des Unterhauses (House of Commons) sowie von 1880 bis 1885 Bildungsminister war. Er war zudem 1886 sowie erneut zwischen 1892 und 1894 Handelsminister.

## Leben

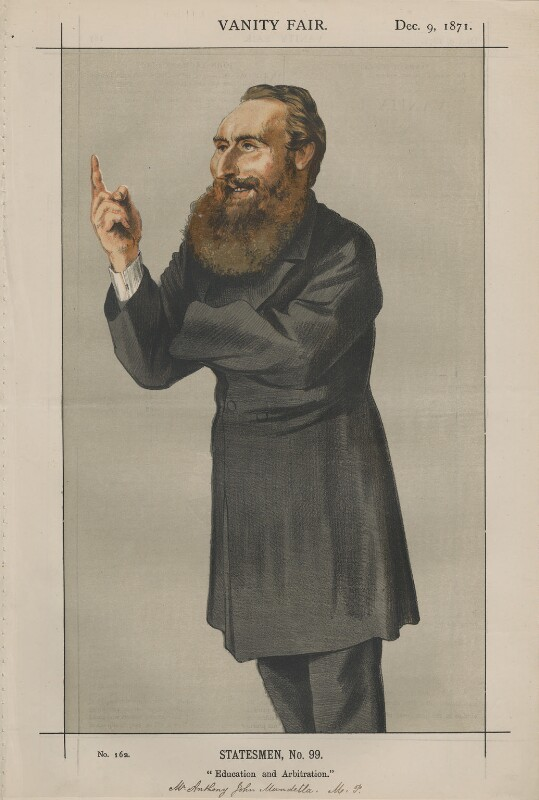
Anthony John Mundella (Karikatur von „Coïdé“ (James Jacques Tissot) im Magazin Vanity Fair, 9. Dezember 1871).

Anthony John Mundella war der Sohn des aus Italien stammenden Einwanderers Antonio Mundella und Rebecca Allsop. Sein Vater floh aus politischen Gründen nach England. Er selbst wurde in örtlichen Schulen in Leicester unterrichtet und begann danach eine berufliche Laufbahn als Kaufmann. Später trat er in den Strumpfhandel Hine & Mundella in Nottingham und gründete dort mehrere Fabriken. 1853 wurde er Sheriff und als Alderman Beigeordneter des Stadtrates von Nottingham. Er war 1859 der erste, der eigens zur Lösung von Streitigkeiten zwischen Arbeitgebern und Arbeitnehmern Schlichtungsausschüsse bildete.
Bei der Wahl vom 17. November 1868 wurde er für die Liberal Party erstmals zum Mitglied des Unterhauses (House of Commons) gewählt und vertrat in diesem nach seinen Wiederwahlen 1874 und 1880 bis zu dessen Auflösung am 24. November 1885 den Wahlkreis Sheffield. Im Parlament sprach er insbesondere zu nationalen Wirtschafts- und Bildungsfragen sprach. Im zweiten Kabinett Gladstone war er zwischen dem 23. April 1880 und dem 23. Juni 1885 als Vice-President of the Board of Education Bildungsminister, wobei er nicht formell Kabinettsmitglied war. Er wurde zudem am 3. Mai 1880 Mitglied des Privy Council, des Geheimen Kronrates. 1882 wurde er ferner Fellow der Royal Society (FRS).
Bei der Unterhauswahl am 24. November 1885 wurde A. J. Mundella im neu geschaffenen Wahlkreis Sheffield Brightside wieder zum Mitglied des Unterhauses gewählt und vertrat die Liberal Party nach seinen Wiederwahlen 1886, 1892 und 1895 bis zu seinem Tode am 21. Juli 1897. Im dritten Kabinett Gladstone bekleidete er vom 17. Februar 1886 bis zum 25. Juli 1886 erstmals das Amt des Handelsministers (President of the Board of Trade).
Am 18. August 1892 wurde er im vierten Kabinett Gladstone abermals zum Handelsminister berufen und übernahm dieses Amt am 5. März 1894 auch im darauf folgenden Kabinett Rosebery. Als die New Zealand Loan and Mercantile Agency Company, eine Handels-Aktiengesellschaft, deren Aufsichtsrat er angehörte, durch mehrfachen Missbrauch eine Finanzkrise auslöste, musste sich Mundella dem Einfluss der öffentlichen Meinung beugen und trat am 28. Mai 1894 als Handelsminister zurück, woraufhin James Bryce sein Nachfolger als President of the Board of Trade wurde.

## Hintergrundliteratur
- G. R. Searson: A quarter of a century's liberalism in Leicester, 1826–1850, 1880
- R. J. Conklin: Thomas Cooper the chartist, 1805–92, 1935
- I. G. Sharp: Industrial conciliation and arbitration in Great Britain, 1950
- W. H. G. Armytage: A. J. Mundella, 1825–1897. The liberal background to the labour movement, London, Benn, 1951
- A. Temple Patterson: Radical Leicester. A history of Leicester, 1780–1850, 1954
- H. W. McCready: Britain's labour lobby 1867–75, in: Canadian Journal of Economics, 22, 1956, 141–160
- J. F. C. Harrison: Chartism in Leicester, in: Chartist studies, Herausgeber A. Briggs, 1959, S. 99–146
- R. A. Church: Economic and social change in a midland town: Victorian Nottingham, 1815–1900, 1966
- J. Spain: Trade unionists, Gladstonian liberals and the Labour law reforms of 1875, in: Currents of radicalism: popular radicalism, organised labour, and party politics in Britain, 1850–1914, Herausgeber E. F. Biagini,  A. J. Reid, 1991, S. 109–34
- J. Beckett u. a.: A centenary history of Nottingham, 1997